# 747 Supertanker

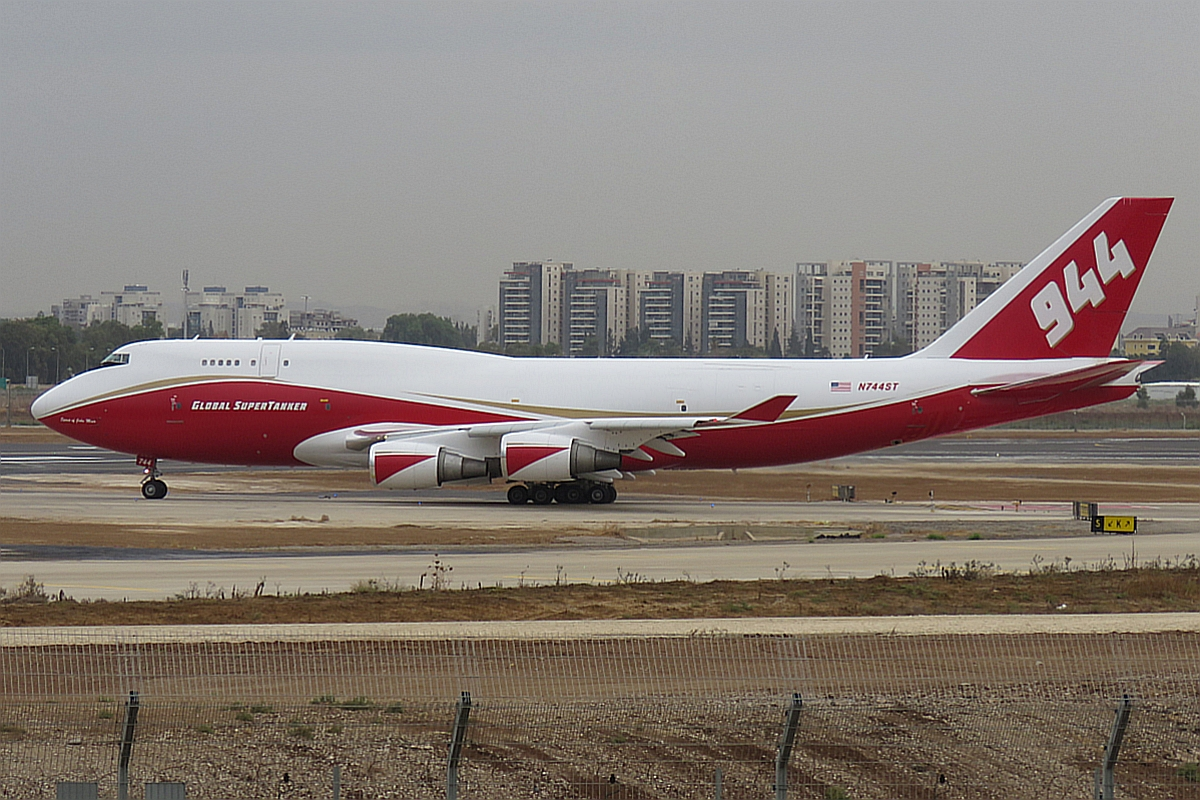
O Supertanker deixando o LLBG após terminar sua assistência no combate ao incêndio florestal em Israel.

Os 747 Supertanker foram uma família de Boeing 747 modificados para aviões tanque, que eram utilizados na luta aérea contra os incêndios. Foram as únicas aeronaves desse tipo em operação nos Estados Unidos.

## Descrição
O avião era do modelo Boeing 747-400, que pertenceu à empresa norte-americana Global SuperTanker Services, LLC, que fica sediada no aeroporto de Colorado Spring, Colorado. Foi adaptado em agosto de 2015, para receber os tanques pulverizadores de água e retardante. . Era a única unidade em operação no mundo inteiro. O 747 Supertanker pode transportar até 74.200 litros (19.600 galões) de retardante e água e têm alcance de voo de 6.400 km (4.000 milhas), foi considerado o maior avião de combate a incêndios aéreos do mundo.

## Historico de operações
Em 24 de novembro de 2016, o 747 Supertanker deslocou-se a Israel para ajudar a combater os incêndios na cidade portuária de Haifa e em outros lugares do país.
Em 25 de janeiro de 2017, o 747 Supertanker aterrisou em Santiago do Chile, para ajudar as autoridades locais a combater os piores incêndios florestais da história do Chile e que já haviam devastado 240 mil hectares até aquela data. O aluguel do avião 747 Supertanker foi iniciativa da filantropa  chilena Lucy Ana Walton e do marido Benjamin Walton, que financiaram a operação de 7 dias do avião. O empresário Andrónico Luksic e o grupo florestal chileno Arauco alugaram sucessivamente uma semana de operação do avião, respectivamente. Em setembro de 2017, o 747 Supertanker foi contratado pelo Cal Fire (The California Department of Forestry and Fire Protection) para combater os incêndios florestais da Califórnia, EUA. No mês de Dezembro de 2017, o 747 Supertanker voltou a combater o fogo florestal que estava ocorrendo no sul da Califórnia. Em 2021, o avião foi aposentado do serviço ativo. 

## Especificações técnicas
O Boeing 747-400 Supertanker, que é adaptado, têm as seguintes especificações:
- Tripulação: 4
- Capacidade: 14 passageiros
- Carga: 74.200 l (19 630 usgal) de água e retardante
- Comprimento: 70,6 m
- Envergadura: 64,9 m
- Altura: 19,4 m
- Peso vazio: 178.756 kg
- Peso máximo de decolagem: 396.890 kg
- Distancia necessária de pista: 2.400 m
- Velocidade de cruzeiro: 966 km/h
- Alcance: 6.400 km (4.000 milhas)